# Pawieł Popowicz
Pawieł Romanowicz Popowicz (ros. Павел Романович Попович; ukr. Павло Романович Попович, Pawło Romanowycz Popowycz; ur. 5 października 1930 w Uzynie, zm. 29 września 2009 w Gurzufie) – radziecki kosmonauta i lotnik wojskowy. Pierwszy Ukrainiec w przestrzeni kosmicznej. Generał major Wojskowych Sił Powietrznych. Dwukrotny Bohater Związku Radzieckiego oraz Lotnik Kosmonauta ZSRR. Kandydat nauk technicznych. Wieloletni deputowany Rady Najwyższej USRR.

## Życiorys
W rzeczywistości urodził się w 1929, jednak jego akt urodzenia został zniszczony w czasie okupacji niemieckiej. Po wojnie jego matka podała, że urodził się w 1930. Początkowo uczył się w szkole rzemieślniczej w Białej Cerkwi. W 1951 ukończył naukę w technikum przemysłowym w Magnitogorsku jako technik budowlany. Jesienią tego samego roku został powołany do wojska w Nowosybirsku. W 1954 został absolwentem szkoły lotniczej i został pilotem wojskowym. W 1968 ukończył wojskową akademię lotniczą. Od 1954 należał do Komsomołu, w 1957 wstąpił do KPZR.

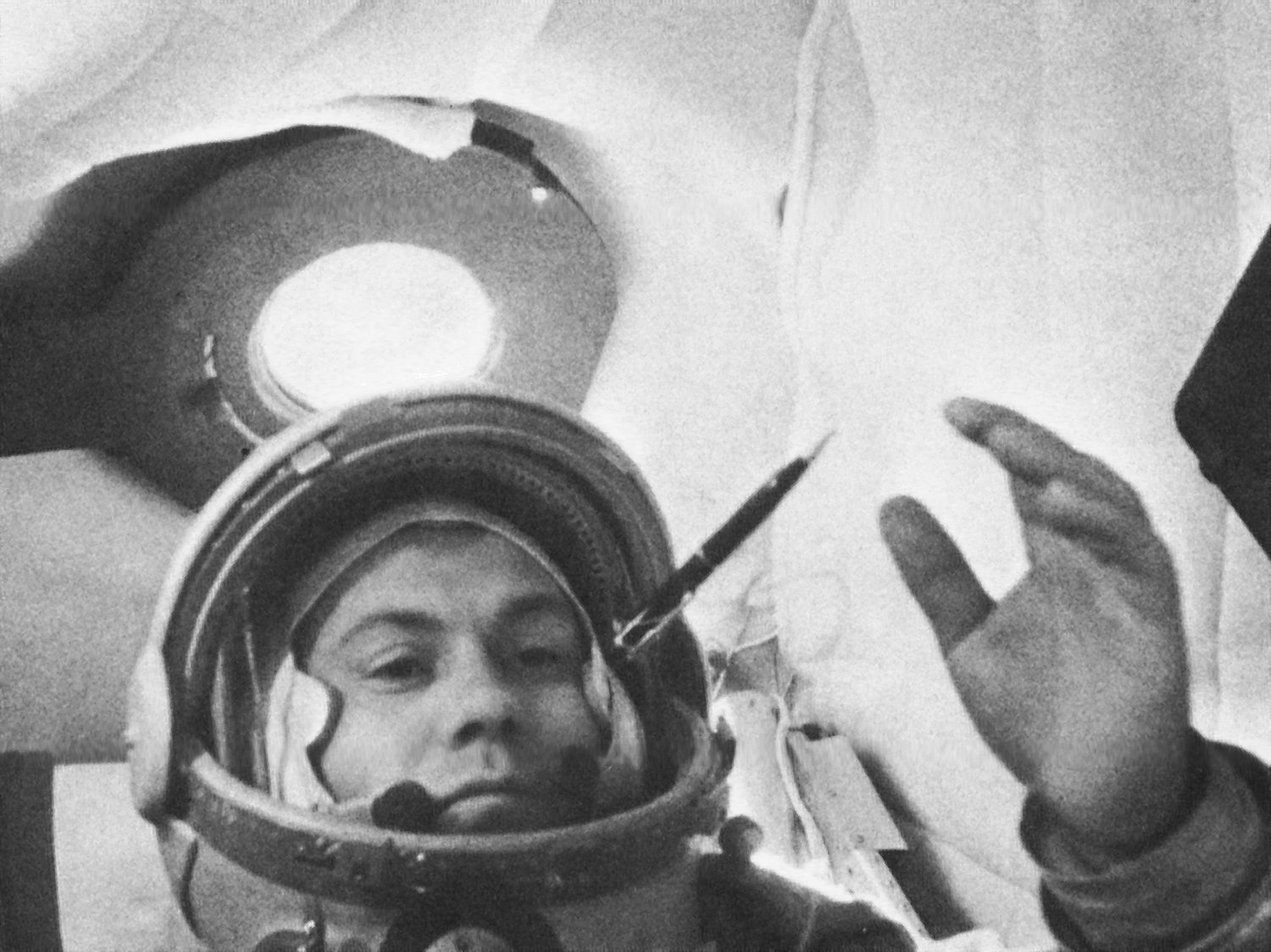
Pawieł Popowicz na pokładzie statku kosmicznego podczas misji Wostok 4

7 marca 1960 roku trafił do pierwszej grupy radzieckich kosmonautów WWS 1. W jej składzie znajdował się do 26 stycznia 1982 roku.
Uczestniczył w dwóch lotach kosmicznych, po raz pierwszy w 1962 roku na pokładzie statku kosmicznego Wostok 4. Był to lot grupowy, w którym uczestniczył również Wostok 3 z A. Nikołajewem. Trwał on w sumie 2 dni 22 godziny 56 minut i 43 sekundy.
Na swój drugi lot czekał do 1974 roku. Został wówczas dowódcą dwuosobowej załogi statku kosmicznego Sojuz 14. Razem z nim na pokład stacji kosmicznej Salut 3 poleciał również Jurij Artiuchin. Kosmonauci wystartowali 3 lipca. Powrócili po blisko 16 dniach spędzonych w kosmosie – 19 lipca. Program lotu miał charakter wojskowy. Obaj przebywali poza Ziemią 15 dni 17 godzin 30 minut i 28 sekund.
Łącznie w czasie swoich dwóch misji Popowicz spędził w kosmosie 18 dni 16 godzin 27 minut i 11 sekund.

## Ordery i odznaczenia

### ZSRR, Ukraina i Federacja Rosyjska
- Medal „Złota Gwiazda” Bohatera Związku Radzieckiego (dwukrotnie)
- Lotnik Kosmonauta ZSRR
- Zasłużony Mistrz Sportu ZSRR
- Order Lenina (dwukrotnie)
- Order Czerwonej Gwiazdy
- Order Przyjaźni Narodów
- Order „Znak Honoru”
- Medal jubileuszowy „W upamiętnieniu 100-lecia urodzin Władimira Iljicza Lenina”
- Medal jubileuszowy „Dwudziestolecia zwycięstwa w Wielkiej Wojnie Ojczyźnianej 1941–1945”
- Medal „Weteran Sił Zbrojnych ZSRR”
- Medal „Za umacnianie braterstwa broni”
- Medal „Za rozwój dziewiczych ziem”
- Medal jubileuszowy „40 lat Sił Zbrojnych ZSRR”
- Medal jubileuszowy „50 lat Sił Zbrojnych ZSRR”
- Medal jubileuszowy „60 lat Sił Zbrojnych ZSRR”
- Medal jubileuszowy „70 lat Sił Zbrojnych ZSRR”

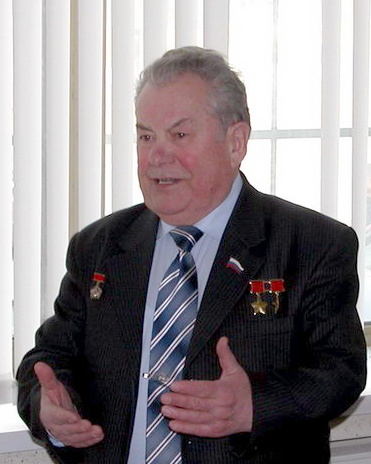
Pawieł Popowicz w 2008

- Pawieł Popowicz w 2008Medal „W upamiętnieniu 1500-lecia Kijowa”
- Medal „Za nienaganną służbę” I klasy
- Medal „Za nienaganną służbę” II klasy
- Medal „Za nienaganną służbę” III klasy
- Order „Za zasługi dla Ojczyzny” IV klasy
- Order Honoru
- Medal 850-lecia Moskwy
- Order Księcia Jarosława Mądrego IV klasyPomnik Pawła Popowicza w Uzynie

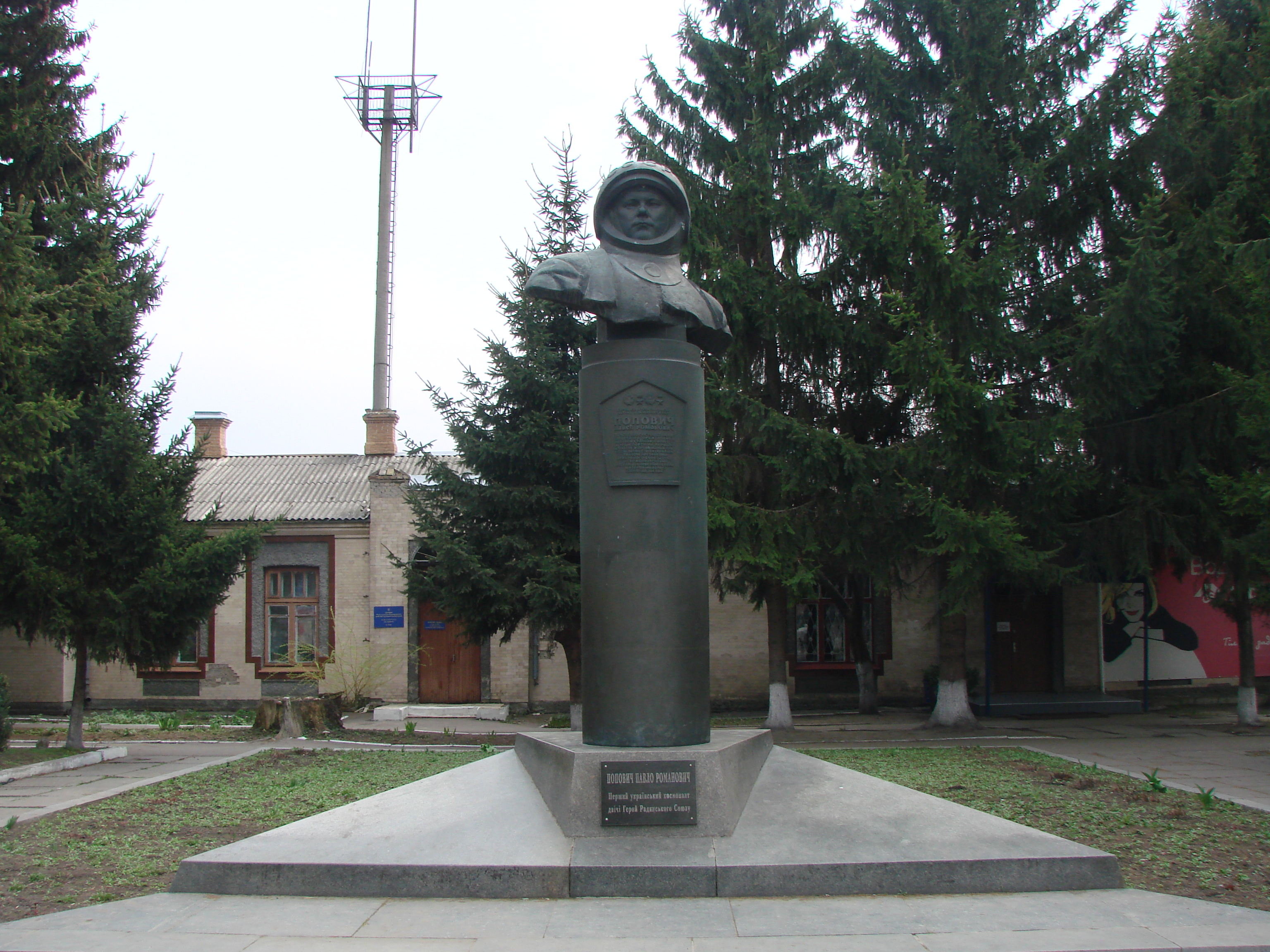
Pomnik Pawła Popowicza w Uzynie

### Pozostałe
- Bohater Pracy (Wietnam)
- Order Hồ Chí Minha
- Universal Astronaut Insignia za lot orbitalny (nr 6, pośmiertnie) – Stowarzyszenie Uczestników Lotów Kosmicznych (Association of Space Explorers(inne języki))[6]

## Wykaz lotów
| Loty i starty kosmiczne, w których uczestniczył Pawieł R. Popowicz       | Loty i starty kosmiczne, w których uczestniczył Pawieł R. Popowicz | Loty i starty kosmiczne, w których uczestniczył Pawieł R. Popowicz | Loty i starty kosmiczne, w których uczestniczył Pawieł R. Popowicz | Loty i starty kosmiczne, w których uczestniczył Pawieł R. Popowicz | Loty i starty kosmiczne, w których uczestniczył Pawieł R. Popowicz | Loty i starty kosmiczne, w których uczestniczył Pawieł R. Popowicz |
| L.p.                                                                     | Data startu                                                        | Statek kosmiczny                                                   | Data lądowania                                                     | Funkcja                                                            | Czas trwania                                                       |                                                                    |
| ------------------------------------------------------------------------ | ------------------------------------------------------------------ | ------------------------------------------------------------------ | ------------------------------------------------------------------ | ------------------------------------------------------------------ | ------------------------------------------------------------------ | ------------------------------------------------------------------ |
| 1                                                                        | 12 sierpnia 1962                                                   | Wostok 4                                                           | 15 sierpnia 1962                                                   | Pilot                                                              | 2 dni 22 godziny 56 minut i 43 sekundy.                            |                                                                    |
| 2                                                                        | 3 lipca 1974                                                       | Sojuz 14                                                           | 19 lipca 1974                                                      | Dowódca                                                            | 15 dni 17 godzin 30 minut i 28 sekund.                             |                                                                    |
| Łączny czas spędzony w kosmosie – 18 dni 16 godzin 27 minut i 11 sekund. |                                                                    |                                                                    |                                                                    |                                                                    |                                                                    |                                                                    |

## Upamiętnienie
- W Uzynie znajduje się jego pomnik[7].